# 레바논군

레바논군(Lebanese Armed Forces, LAF, 아랍어: القواتالقوات المسلحة اللبنانية, 로마자 표기: Al-Quwwāt al-Musallaḥa al-Lubnāniyya은 레바논의 군대이다. 지상군, 공군, 해군 등 3개 군으로 구성되어 있다. 레바논군의 모토는 "명예, 희생, 충성"이다.

## 엠블럼
레바논 국군 엠블럼은 두 개의 월계수 잎으로 둘러싸인 레바논시다로 구성되어 있으며 세 가지 상징 위에 위치한다. 지상군은 두 개의 총검으로, 해군은 닻으로, 공군은 두 날개로 표현된다.

## 같이 보기
- 레바논 유엔잠정군